# 平井節生
平井 節生（ひらい せつお）は、日本の国土交通技官。岩手県県土整備部長、岩手県理事、名古屋高速道路公社副理事長、国土交通大学校副校長などを歴任した。退官後、セントラルコンサルタント副社長執行役員。

## 人物・経歴
東京都生まれ。横浜市育ち。1987年東京工業大学（のちの東京科学大学）大学院土木工学専攻修了、建設省入省。1994年環境庁出向。建設省道路局企画課課長補佐を経て、1998年世界銀行派遣。2000年建設省道路局地方道・環境課沿道環境専門官（国際担当）。
2002年国土交通省四国地方整備局松山工事事務所長。2005年国土技術政策総合研究所高度情報化研究センター高度道路交通システム研究室長。
2008年岩手県県土整備部道路都市担当技監。2010年岩手県県土整備部長、岩手県土木技術振興協会理事、岩手県下水道公社理事。2011年岩手県理事兼復興局副局長。2012年国土交通省道路局環境安全課道路交通安全対策室長。
2013年首都高速道路計画・環境部担当部長。2015年国土交通省総合政策局海外プロジェクト推進課長、日本トンネル技術協会企画調整幹事会幹事長。2017年愛知県建設局土木部建設総務課付、名古屋高速道路公社副理事長、土木学会中部支部商議員。
2019年国土交通省国土交通大学校副校長。2020年退官。2021年セントラルコンサルタント顧問。2022年セントラルコンサルタント副社長執行役員、世界道路協会（PIARC）総会実行委員会委員。